# David Heyes
Pour les articles homonymes, voir Heyes.
David Alan Heyes, né le 2 avril 1946, est un homme politique britannique du parti travailliste et député pour Ashton-under-Lyne de 2001 à 2015. 

## Biographie
Heyes naît à Blackley. Il étudie à la Blackley Technical High School. 
Après le départ du député travailliste d'Ashton, Robert Sheldon, lors des élections générales de 2001, il représenté le siège à la Chambre des communes jusqu'en 2015. 
Il est marié à Judith Egerton-Gallagher. Le couple a un fils et une fille. 